# Kleider machen Leute

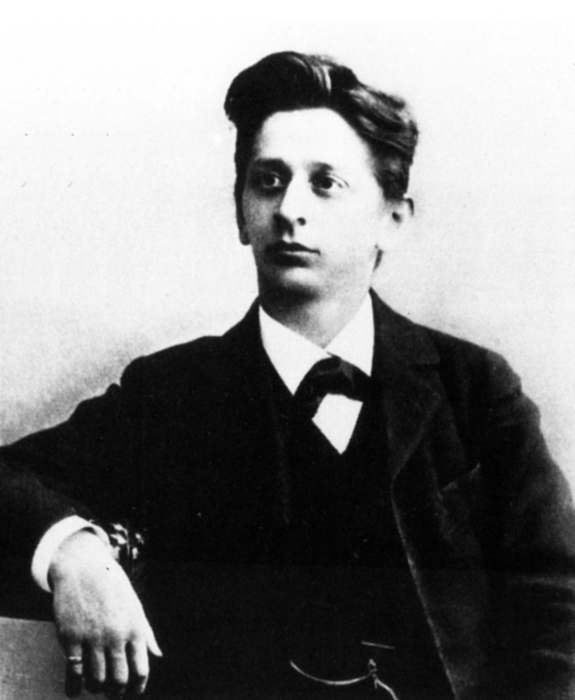
Alexander von Zemlinsky

Kleider machen Leute (Kläderna gör mannen) är en opera i en prolog och tre akter (andra versionen i en prolog och tre akter) med musik av Alexander von Zemlinsky och libretto av Leo Feld efter en berättelse av Gottfried Keller.

## Historia
Operan hade urpremiär på Volksoper i Wien den 2 december 1910. Zemlinsky reviderade senare operan till en prolog och tre akter, och denna version hade premiär på Neues Deutsches Theater i Prag den 2 april 1922 med tonsättaren som dirigent.

## Personer
- Wenzel Strapinski, skräddargesäll från Seldwyla (tenor)
- Häradshövdingen (baryton)
- Nettchen, hans dotter (sopran)
- Melchior Böhni, bokhållare (baryton)
- Adam Litumlei, notarie (baryton)
- Eulalia, hans hustru (alt)
- Lieselein, hans dotter (sopran)
- Polykarpus Federspiel, stadsskrivare (tenor)
- Skräddarmästaren (bas)
- Den äldste sonen i huset Häberlein & Co (tenor)
- Fru Häberlein (sopran)
- Den yngre sonen i huset Pütschli-Nivergelt (bas)
- Värden (bas)
- Värdinnan (mezzosopran)
- Servitörspojken (sopran)
- Kokerskan (alt)
- Servitören (tenor)
- Drängen (tenor)
- En prologberättare (talroll)
- Två skräddargesäller (tenor, bas)
- Kusken (baryton)
- Män och kvinnor från Goldach och Seldwyla (kör)

## Handling
Schweiz, 1800-talet.
Prolog
På landsvägen tar Wenzel Strapiniski från Seldwyla avsked av två kamrater, som är skräddargesäller liksom han själv. Plötsligt stannar en praktfull vagn till bredvid honom. Kusken tar med honom till Goldach och presenterar honom där som "Hans nåd greven". Efter detta lyckade skämt smiter kusken därifrån.
Akt I
Invånarna i Goldach samlas på värdshuset, där de beundrar och fjäskar för "greven". Även häradshövdingen och dennes dotter Nettchen sluter sig till skaran. Den ende som är misstrogen är Böhni, som uppvaktar Nettchen men som blir avvisar av henne.
Akt II
Strapinski blir förälskad i Nettchen och vill därför inte framstå som en bedragare. När han försöker smyga sig därifrån, hindrar hon honom. Rivalen Böhni avslöjar den falske greven. Men Strapinski menar att det inte är han själv som bär skulden, utan invånaran i Goldach, som har velat tro på att han skulle vara greven. Själv har han bara spelat med av kärlek till Nettchen. När Strapinski försöker lämna Goldach hindras han av Nettchen, som vill ha honom till sin fästman. 